# Franky Zapata
Franky Zapata (phát âm tiếng Pháp: [fʁɑ̃ki zapata]; sinh ngày 27 tháng 9 năm 1978)  là một phi công tàu thủy cá nhân người Pháp, người phát minh ra Flyboard và Flyboard Air, người sáng lập của công ty Zapata Racing. Từ năm 2012, những nỗ lực của Zapata đã tập trung vào việc phát triển và sản xuất các thiết bị bay cá nhân cho các ứng dụng trên cạn và dưới nước.
Vào ngày 4 tháng 8 năm 2019, Zapata đã vượt qua Eo biển Manche trong 22 phút, với một điểm dừng tiếp nhiên liệu ở điểm giữa, trên thiết bị bay Flyboard Air. Cuộc hành trình dài 22 dặm của ông đã hoàn thành với sự hộ tống từ một số máy bay trực thăng và tàu chiến của Pháp và được hỗ trợ bởi một tàu chứa nhiên liệu.

## Tiểu sử
Franky bắt đầu sử dụng Jet Ski ở tuổi 16. Anh đã nhiều lần giành giải vô địch thế giới RUN F1.   Sau nhiều năm chế tạo tàu thủy cá nhân (PWC), ông đã phát minh ra Flyboard.
Anh đã hoàn thành việc học nghề như một thợ cơ khí. Sau khi có được kinh nghiệm trong việc bay trên không bằng thiết bị bay phản lực thông qua các cuộc thi, anh và cha mình là Claude, đã thành lập đội đua Zapata vào năm 1998 với tư cách là một đội thi đấu PWC hiệu suất cao. Ông định hình khung, tay lái, yên cho cuộc đua thiết bị bay phản lực. Anh đã giành chiến thắng trong cuộc thi PWC một số giải vô địch châu Âu và hai danh hiệu vô địch thế giới. Đội đua Zapata của anh phát triển các sản phẩm liên quan đến PWC.

## Đời tư
Anh đã kết hôn với Krystel và có một cậu con trai Matt.